# 581 Tauntonia
581 Tauntonia је астероид. Приближан пречник астероида је 63,66 ,
а средња удаљеност астероида од Сунца износи 3,213 астрономских јединица (АЈ).
Инклинација (нагиб) орбите у односу на раван еклиптике је 21,887 степени, а орбитални период износи 2103,707 дана (5,759 година). Ексцентрицитет орбите астероида износи 0,029.
Апсолутна магнитуда астероида износи 9,40 а геометријски албедо 0,075.
Астероид је откривен 24. децембра 1905. године.